# Helichrysum ambiguum
Helichrysum ambiguum là một loài thực vật có hoa trong họ Cúc. Loài này được (Pers.) C.Presl mô tả khoa học đầu tiên.